# Kitzingen
Kitzingen är en stad i Landkreis Kitzingen i Regierungsbezirk Unterfranken i förbundslandet Bayern i Tyskland med cirka 23 000 invånare. Den är belägen vid floden Main, cirka 15 kilometer sydost om Würzburg.